# Lights of Vimana
Lights of Vimana ist eine 2024 gegründete Atmospheric-Doom-Band.

## Geschichte
Lights of Vimana entstand als multinationales Studioprojekt der italienische Musiker Riccardo Conforti von Void of Silence, der amerikanische Gitarrist Jeremy Lewis von Mesmur und der in Belgien lebende Sänger Olmo „Déhà“ Lipani von unter anderem SLOW und Sorta Magora.
Das Trio gab die Kooperation im September 2024 bekannt, und veröffentlichte erste Eindrücke der künstlerischen Aufbereitung, die Bandbesetzung und ein erstes Musikstück über Facebook, Bandcamp und unterschiedliche Webzines. Am 13. Juni 2025 erschien das Debütalbum Neopolis via Dusktone. Die internationale Resonanz auf die Veröffentlichung fiel überwiegend positiv aus. Das Album erweise sich als „eine Leistung, die sowohl Ehrgeiz als auch Einfallsreichtum“ beweise, doch die bewusst gesetzte cineastisch-atmosphärische Dramaturgie und Ästhetik ließe gelegentlich „Schwung und Fokus“ hinter sich, schrieb Frederik Bock-Madsen für HeavyMetal.dk. Er vergab sieben von zehn möglichen Punkten. Bei einer Beurteilung mit 3,5 von 5 Punkten beurteilte Jose Antonio Marmol von Sea of Tranquility das Album ähnlich. Es sei „ein vielversprechendes Debüt“ schrieb er in seiner Besprechung, und würdigte die Leistungen der einzelnen Musiker als gelungen. Michel Serry von Music in Belgium vergab indes 4,75 von 10 möglichen Punkten und nannte Neopolis „das fesselndste atmosphärische Doom-Metal-Album seit langem“. Auch Dave Campbell von Metal Temple war voll des Lobes für Neopolis, vergab 9 von 10 Punkten und schrieb, dass das „Album das lebendige Porträt einer dystopischen Welt zeichnet - kalt, weit und eindringlich -, in der schimmernde Atmosphären auf die erdrückende Last des Untergangs treffen. Es ist eine Reise durch Zusammenbruch und Transzendenz, bei der sich jede Note wie ein Flackern von Licht in den Ruinen von morgen anfühlt.“

## Stil
Die von Lights of Vimana gespielte Musik wird dem Atmospheric Doom zugerechnet. Bezeichnend für die Spielweise der Band ist ein hoher Anteil progressiver und cineastischer Elemente. Die Atmosphäre wird als dystopisch und apokalyptisch beschrieben.
Der auf Textur und Atmosphäre ausgerichtete Klang des Trios sei fern der Funeral-Doom-Wurzeln der Bandmitglieder und weise anstelle dessen Einflüsse von Hans Zimmer, Porcupine Tree und My Dying Bride auf. Als weitere Parallelen und Einflüsse werden Anathema, Tiamat und Pink Floyd genannt. Im Ergebnis dieser Einflüsse stünde „ein Klangteppich, der sowohl eindringlich als auch emotional aufwühlend“ sei.

„Déhà’s predominantly clean, expressive vocals lend a raw, human element to the album’s brooding, futuristic soundscapes, while Conforti’s ambient synth layers and Lewis’s expansive riffs create a dynamic interplay of beauty and desolation.“

„Déhàs überwiegend klarer, ausdrucksstarker Gesang verleiht den grüblerischen, futuristischen Klanglandschaften des Albums ein rohes, menschliches Element, während Confortis atmosphärische Synthesizer-Schichten und Lewis' ausladende Riffs ein dynamisches Zusammenspiel von Schönheit und Trostlosigkeit erzeugen.“

## Diskografie
- 2025: Neopolis (Album, Duskstone)